# 폴 에크만
폴 에크만(영어: Paul Ekman, 1934년 2월 15일 ~ )은 미국의 심리학자이자 샌프란시스코 캘리포니아 대학교 명예교수이다. 감정과 표정과의 관계에 대한 연구의 선구자이다. 20세기 심리학자 100명 중 59번째로 가장 많이 인용된 심리학자이다. 에크만은 특정 감정의 특정한 생물학적 상관관계에 대한 획기적인 연구를 수행하여 다윈주의적 접근 방식에서 감정의 보편성과 불연속성을 입증하려고 시도했다.

## 생애

### 어린시절
폴 에크만은 1934년 워싱턴 D.C.에서 태어났고 유대인 가정에서 자랐다. 아버지는 소아과 의사였고 어머니는 변호사였다.
에크만은 원래 심리 치료사가 되기를 원했지만, 1958년 군에 입대하고, 연구가 군대 일상의 변화를 통해 보다 인간적으로 만들 수 있다는 것을 발견했다. 이는 심리 치료사에서 연구자가 되기로 바꾼 일이 되었다.

### 교육
15세에, 고등학교를 졸업하지 않고 에크만은 시카고 대학에 입학해, 3년간 학부 과정을 끝냈다. 시카고에 있는 동안 집단심리학과 집단역학에 매료되었다.
그 후 에크만은 뉴욕 대학교에서 2년간 공부하고 1954년 학사 학위를 수료했다. 뉴욕대 교수, 마가렛 트레슬트 지시 아래 진행된 에크만의 첫 번째 연구는 사람들이 집단심리학에 어떻게 반응 할 지에 대한 실험을 계획하려는 시도였다.
다음으로 에크만은 아델피 대학 임상 심리학 대학원에 입학했다. 석사 학위를 받기 위해 공부하는 동안, 1955년 미 국립 정신 건강 연구소로부터 연구 펠로우십을 받았다. 표정과 몸의 움직임에 초점을 맞춘 석사 논문은 1954년에 시작되었다. 랭글리 포터 신경 정신 연구소에서 1년간의 인턴십후에 에크만은 1958년 아델피 대학에서 임상 심리학으로 박사학위를 받았다.

### 군복무
에크만은 랭글리 포터에서 인턴십이 끝나자 마자 1958년 미군에 징병되어 2년간 복무했다. 영창(army stockades)과 보병 기초 훈련 중 심리적 변화에 대해 연구를 수행했던 뉴저지주 포트딕스(Fort Dix)에서 첫 수석 심리학자, 중위로 근무하였다.

### 경력
보조금을 받는 레오나르도 크라스너와의 연구 자리를 팔로 알토 재향군인 관리 병원 (Palo Alto Veterans Administration Hospital)에서 수락했다. 에크만은 게다가 1960년에 팔로 알토 재향군인 관리 병원의 직원이었던 인류학자 그레고리 베이트슨을 만났다. 5년 후, 그레고리 베이트슨은 1930년대 중반 발리에서 촬영된 영화 필름을 주고 폴 에크만이 몸짓의 연구에 대한 다문화 연구를 하도록 도왔다.

1960년에서 1963년, 에크만은 NIMH(National Institute of Mental Health, 국립 정신 건강 연구소)에서 박사후 과정을 지원받았다. 에크만은 29세라는 젊은 나이로 연구 책임자로써 샌프란시스코 주립 대학에 첫 연구 보조금을 요청했다. 에크만은 NIMH에서 1963년에 비언어적 행동 연구를 위한 보조금을 지급받았다.
대학 친구이자 교사인 실반 톰킨스의 격려를 받고, 에크만은 신체의 움직임에서 얼굴 표정으로 초점을 옮겼다. 에크만이 저술한 가장 유명한 책인 <텔링 라이즈>는 1985년 출판되었다. 2004년, 캘리포니아 대학교 샌프란시스코 (UCSF) 정신의학부 교수에서 은퇴했다. 1960년에서 2004년까지, 랭글리 포터 정신 의학 연구소에서 다양한 임상 사례에 대한 제한적 기초 컨설팅을 했다.
은퇴 후, 에크만은 폴 에크만 그룹과 폴 에크만 인터네셔널을 창립했다.

### 미디어
2001년, 에크만은 BBC 다큐멘터리 시리즈 <The Human Face>를 위해 존 클리즈와 콜라보했다. 에크만의 업적은 TV 드라마 시리즈 <Lie to me>에서 자주 언급되었다. 라이트맨 박사는 폴 에크만에 기반했고, 시리즈에서 에크만은 과학 고문으로 있었다. 에크만은 15권의 책을 썼지만, 드라마<Lie to me>는 사람들에게 에크만의 연구를 잘 보여준 시리즈였다.

에크만은 2015년 영화인 인사이드 아웃의 준비 과정 중 픽사의 영화 감독이자 애니메이터인 피트 닥터와 협업했다. 에크만은 인사이드 아웃을 통해 부모들이 아이들과 감정에 대해 이야기 할지에 대한 부모를 위한 안내서를 쓰기도 했다. 이 안내서는 에크만의 개인 웹 사이트에서도 확인할 수 있다.

### 영향력
에크만은 2009년 5월 11일 타임지에 '가장 영향력 있는 100인'에 선정되었다. 또, 2014년 과학 심리학 학술지 (journal Archives of Scientific Psychology)에 21세기 가장 영향력있는 심리학자 중 15위에 선정되었다.에크만은 현재 버클리 캘리포니아 대학의 <Greater Good> 잡지의 편집 위원회에 있다. 에크만의 공헌은동정심, 이타심, 평화적인 인간 관계의 근원에 과학적 연구의 해석이 포함된다.

## 연구

### 비언어적 의사소통 측정
에크만의 비언어적 소통에 대한 관심은 1957년 비언어적 행동을 실험으로 측정하는 방법을 개발하는 것이 어려운지를 설명하는 첫 출판으로 이어졌다.  에크만은 주겐 루쉬와 웰던 키스가 <Nonverbal Communication (1956)>이라는 책을 출판 했기 때문에 임상 인턴십에 캘리포니아 대학교 의과 대학 정신의학과인 랭글리 포터 심리학 연구소를 선택했다.
그리고 에크만은 비언어적 의사소통을 측정하는 방법에 집중했다.  표정을 만드는 얼굴 근육의 움직임을 실험을 통한 연구로 판정할 수 있다는 것을 발견했다. 에크만은 인간은 10,000가지 이상의 표정을 지을 수 있다는 것을 알아냈다. 감정에 관한 것은 3,000 가지에 불과했다. 심리학자 실반 톰킨스는 고전적 문화간 감정 인식 연구를 설계하는 것을 도우며 비언어적 의사소통을 몸의 움직임에서 얼굴까지 확장하도록 설득했다.

### 보편적 범주로서의 감정
1872년에 출판된 인간과 동물의 감정 표현에서 찰스 다윈은 감정은 인간에게 보편적으로 진화된 특성이라고 이론울 세웠다. 하지만, 특히 인류학자들에게 우세했던 1950년대의 믿음은 표정과 그 의미가 행동 학습 과정에 의해 결정된다는 것이었다. 후자의 관점의 유명한 옹호자에는 여러 나라를 다니면서 서로 다른 문화들의 비언어적 행동을 이용해 의사소통했는지 알아보았던 마거릿 미드가 있었다.
이 일련의 연구로, 에크만은 동서양의 문학 문화 사이에서 얼굴 표정에 맞는 감정 라벨을 고르는데 높은 공감을 한다는 것을 발견했다. 에크만이 찾은 보편적 감정 표현은 분노, 경멸, 두려움, 기쁨, 외로움, 놀람이 있었다. 경멸에 대해서는 덜 분명했지만, 적어도 이 감정과 표현은 보편적으로 인식된다는 예비 증거가 있었다.월리스 프리센과 협력으로 에크만은 파푸아뉴기니의 문자 사용을 하지 않는 포어 부족민에게도 나타났다. 이들은 미디어가 묘사하는 감정에 노출되지 않아 표정의 의미가 뭔지 학습할 수 없었다.그다음 에크만과 프리센은 특정 감정은 매우 구체적인 표시 규칙으로 나타나고, 누가 누구에게 언제 무슨 감정을 보여줄 수 있는지에 대한 문화적 특정 처방이 함께 나타난다는 것을 증명했다.
1990년대, 에크만은 얼굴 근육에 모두 숨겨지지 않은 긍정적이거나 부정적인 감정의 범위를 포함하는 확장된 목록을 제안했다. 새로 포함된 감정은 다음과 같다.
즐거움, 경멸, 만족, 부끄러움, 흥분, 죄책감, 성취감, 안도감, 만족감, 감각적 쾌락, 수치심

### 감정 연구를 위한 얼굴 동작의 시각적 묘사
에크만의 유명한 감정 인지 테스트는 1976년 출판된 <Picture of Facial Affect> 자극 세트였다. 6개의 보편적 감정에 중립적 표정을 묘사하는 백인의 110개의 흑백 사진으로 구성되어있다. 세계의 정상, 정신질환 인구에서 감정 인식 비율을 연구하기 위해 사용되기도 하였다. 에크만은 원래의 다문화 연구에서 이것들을 자극으로 사용했다. 많은 연구자들이 이 자극 세트를 선호하는데, 서로 다른 문화권의 사람들이 평가했기 때문이다. 비판에 대응해, 에크만은 문화적으로 다양한 자극 세트인<Japanese and Caucasian Facial Expressions of Emotion>을 공개했다.
1978년, 에크만과 프리센은 얼굴 동작 코딩 시스템을 개발하고 완성했다. 이는 모든 감정에 대해 관찰 가능한 얼굴의 움직임을 설명하기 위한 해부학적 기반 시스템이다. 각 얼굴의 관찰 가능한 구성 요소를 액션 유닛이라고 하고, 모든 얼굴 표현은 핵심 액션 유닛으로 분해할 수 있다. 업데이트판은 2000년대 초에 나왔다.

### 거짓말 탐지
에크만은 거짓말의 사회적 측면, 사람들이 거짓말을 하는 이유, 사람들이 거짓말을 발견해내는데 관심이 없는 이유에 대한 연구에 공헌했다. 에크만은 임상 연구를 완료하는 중에 거짓말을 탐지하는 것에 관심을 갖게되었다. 에크만의 <텔링 라이즈>에 자세히 묘사되어있는데, 치료를 받는 한 환자는 어떤 여자가 병원에서 나가기 위해 자살 충동에 사로잡혔다는 것을 부인했다. 에크만은 거짓말하는 사람들의 표정을 연구하기 위해 영상을 돌려봤다. 모린 오설리번과 같이 한 연구인 'Wizard Project'에서 에크만은 미세표정은 거짓밀 탐지에 사용될 수 있다는 것을 보고했다. 각계각층의 2만명의 사람을 실험한 결과, 정식 교육 없이 거짓말을 탐지할 수 있는 사람은 50명에 불과했다. 이 사람들은 '진실 마법사' 또는 행동에서 거짓말 탐지의 마법사로도 알려져 있다.
폴 에크만은 거짓말의 구두 표시를 사용하기도 한다. 모니카 루윈스키 스캔들에 대해 인터뷰 했을 때, 빌 클린턴 전 대통령이 거리 두기 화법(distancing language)를 사용했기 때문에 거짓말이라는 것을 탐지 할 수 있다고 했다.

## 같이 보기
- 동물 의사소통
- 신체 언어
- 언어의 기원